# デイビッド・ドーン
デイビッド・ドーン（David Dorn、1979年 - ）は、スイスの経済学者で、現在チューリッヒ大学においてグローバリゼーションと労働市場のUBS教授を務めている。彼の研究はグローバリゼーションと労働市場の相互作用に焦点を当てている。2014年にはキール世界経済研究所よりGlobal Economic Affairsにおける優秀賞を授与された。

## 経歴
ドーンはザンクトガレン大学で学び、経済学と国際経営学の修士号および経済学の博士号（それぞれ2004年および2009年取得）を取得した。また、ESADEビジネススクールおよびノースカロライナ大学チャペルヒル校において交換留学を行った。博士号取得後、ドーンはマドリードのCEMFIにて助教授となり、2013年に准教授に昇進した。2014年にはチューリッヒ大学において国際貿易と労働市場の教授職を受諾し、2019年にはグローバリゼーションと労働市場のUBS講座教授に昇進した。ドーンはまた、シカゴ大学、マサチューセッツ工科大学、ボストン大学、ハーバード大学において客員研究員・教授職を務めた経歴を持つ。さらに、欧州経済政策研究センター、Ifo経済研究所、IZA労働経済学研究所の研究員でもある。また、学術誌『European Economic Association』および『Review of Economic Studies』の編集委員を務めた。

## 研究
ドーンの研究関心は、労働市場、グローバリゼーション、技術革新、イノベーション、所得格差および社会的分極化である。研究成果の面で、彼はIDEAS/RePEcに登録されている経済学者の上位2％にランクインしている。また、マサチューセッツ工科大学のデイビッド・オーターとの共著が多い。

### 貿易と労働市場の関係に関する研究
ドーン、デイビッド・オーター、ゴードン・ハンソンは、中国からの輸入増加が米国の製造業に競合する地域労働市場で失業率の上昇、労働参加率の低下、および賃金の低下をもたらし、米国製造業雇用減少の最大4分の1を説明できると指摘した。個人レベルでは、1991年に中国からの輸入が急増した製造業に従事していた人々は、総所得が低下し、企業や産業の転職が多く、特に初期賃金や勤続年数が低い労働者に顕著であった一方、高賃金労働者は職を失っても適応力が高かった。  
さらに、ドーン、デイビッド・オーター、ゴードン・ハンソン、ダロン・アセモグル、ブレンダン・プライスは、1999～2011年の中国との競争による米国での雇用喪失を200万～240万人と推計している。  
近年では、ドーン、デイビッド・オーター、ローレンス・カッツ、クリスティーナ・パターソン、ジョン・ヴァン・リーネンは、グローバリゼーションや技術革新が産業内で最も生産性の高い企業を優位にし、低い労働分配率と結びつくことで、いわゆる「スーパースター企業」が台頭し、産業全体としての労働分配率が低下したと論じ、これに実証的な裏付けを示した。

### その他の研究
- ドーンとデイビッド・オーターは、米国の雇用と賃金の二極化が、多様性を好む消費者の嗜好と定型業務のコスト低下の相互作用による可能性を指摘しており、定型業務に特化した地域労働市場が情報技術を導入し、低技能労働者をサービス業へ再配置し、賃金分布の下位層で所得の増加を経験し、さらに熟練労働者の流入を受け入れていると述べている[12]。
- ドーンとオーターは、1980年から2005年にかけて米国における定型業務の集中が、最も若い層を除くすべての労働者カテゴリーにおいて、低技能・非定型業務に従事する労働者の割合を高める傾向があったことを観察し、大学教育を受けた高齢労働者でさえそのような仕事に従事する傾向が強まっていることを示した[13]。
- ドーン、デイビッド・オーター、ゴードン・ハンソン、カヴェ・マジレシは、中国からの輸入競争の成長がより強く進んだ米国の議会選挙区では、2002年および2010年の議会選挙において穏健派議員が罷免される可能性が不均衡に高まり、共和党の大統領候補を支持する傾向が強まったことを明らかにした[14]。
- ドーンとアルフォンソ・ソウサ＝ポザは、雇用制約による早期退職が、特に大陸ヨーロッパで広く見られ、とりわけ景気後退や厳しい雇用保護規制に直面する国々で顕著であり、寛大な退職給付が早期退職を労働者と雇用主の双方にとって魅力的にしていることを明らかにした[15]。
- ドーン、ジュスティナ・フィッシャー、ゲプハルト・キルヒゲスナー、アルフォンソ・ソウサ＝ポザは、特に民主主義の伝統が確立している国々において、民主主義と幸福度の間に正の関係があることを発見し、この関係が所得、言語、宗教の違いに対しても頑健であることを示した[16]。